# 四国職業能力開発大学校附属高知職業能力開発短期大学校
四国職業能力開発大学校附属高知職業能力開発短期大学校（しこくしょくぎょうのうりょくかいはつだいがっこうふぞくこうちしょくぎょうのうりょくかいはつたんきだいがっこう）は、高知県香南市（旧香美郡野市町）にある職業能力開発短期大学校。厚生労働省所管の独立行政法人高齢・障害・求職者雇用支援機構が設置・運営する。ポリテックカレッジ高知の愛称でも呼ばれる。

## 沿革
- 1994年（平成6年）- 安芸総合高等職業訓練校を転換し、高知職業能力開発短期大学校として開校
- 2000年（平成12年）- 四国職業能力開発大学校附属高知職業能力開発短期大学校に改称

## 概要
本校は香川県にある四国職業能力開発大学校の附属である。専門課程として2学科があり、修学期間は2年間である。専門課程卒業後、希望する者は試験を経て、四国職業能力開発大学校などの職業能力開発大学校の応用課程に進学することが可能である。

## 訓練科
以下の訓練科が設置されている。
生産技術科
- 基礎的な加工技術やCAD/CAM、機械制御技術等について学ぶ。定員20名。

電子情報技術科
- 通信ネットワークやハードウェア、ソフトウェアの融合した分野について学ぶ。定員30名。
- 2008年までは「電子技術科」と「情報技術科」があり、各20名の定員であったが、2009年4月よりこの2つが統合する形で「電子情報技術科」が新設された。

（注）平成21年度から入学金（入校料）169,200円が必要。

## 在職者訓練
2009年4月現在、在職者訓練として、ものづくり分野の能力開発セミナー（高度職業訓練の専門短期課程）を実施している。